# Scapochariesthes nigroapicipennis
Scapochariesthes nigroapicipennis – gatunek chrząszcza z rodziny kózkowatych i podrodziny zgrzypikowych. Jedyny przedstawiciel rodzaju Scapochariesthes.

## Zasięg występowania
Gatunek ten występuje w Demokratycznej Republice Konga.